# پاسکال فوول
پاسکال فوول (فرانسوی: Pascal Fauvel‎; ۸ آوریل ۱۸۸۲ – ۲۲ اکتبر ۱۹۴۲) کماندار اهل فرانسه بود.